# Sinfonie in d-Moll (Bruckner)
Die sogenannte „nullte“ Sinfonie in d-Moll (WAB 100) ist eine Sinfonie von Anton Bruckner.

## Entstehungsgeschichte
Das Werk entstand im Jahre 1869. Im vorangegangenen Jahr war der Komponist gerade von Linz nach Wien übergesiedelt und hatte die durch den Tod seines Lehrmeisters Simon Sechter freigewordene Stelle als Professor für Generalbass und Kontrapunkt am „Konservatorium der Gesellschaft der Musikfreunde“ angetreten. Die 1867 durch Überanstrengung ausgelösten nervlichen Störungen waren überwunden, eine überaus erfolgreiche Konzertreise, die den gefeierten Orgelvirtuosen Bruckner Ende April 1869 ins französische Nancy und kurze Zeit später nach Paris führte, dürfte ebenfalls seine kompositorischen Energien beflügelt haben. Die d-Moll-Sinfonie entstand also in einer Zeit günstiger äußerer Umstände. Niedergeschrieben wurde das Werk zwischen dem 24. Januar und dem 12. September 1869.
Die Überwindung seiner Nervenkrise und der Umzug nach Wien könnten in Bruckner das Bedürfnis geweckt haben, nach der Ersten einen sinfonischen Neubeginn zu versuchen. Neben der „Nullten“ legen davon auch Skizzen zum Kopfsatz einer nicht ausgeführten B-Dur-Sinfonie aus der gleichen Zeit Zeugnis ab. Es scheint, als hätte der Komponist in der „Nullten“ erst einmal neue Lösungen erproben wollen, bevor er diese dann in späteren Sinfonien in vollendeter Form ausführte. Besonders die dritte Sinfonie profitiert von den Erfahrungen aus der „Nullten“. Auch in der neunten Sinfonie ist dieser Einfluss noch teilweise spürbar. Beide Werke haben mit ihr die Tonart d-Moll gemeinsam. Attestiert man der „Nullten“, namentlich ihrem zweiten und vierten Satz, auch oft ein gewisses unfertiges Erscheinungsbild, so darf ihre Bedeutung für die spätere Entwicklung des Sinfonikers Bruckner nicht unterschätzt werden.

## Zur Benennung
Später stand Bruckner seiner Komposition zunehmend ablehnend gegenüber. Ausgelöst wurde diese Haltung vermutlich von der Äußerung des damaligen Wiener Hofopernkapellmeisters Felix Otto Dessoff, der, nachdem Bruckner ihm die Partitur der Sinfonie zur Durchsicht überreicht hatte, verwirrt fragte, wo denn im ersten Satz eigentlich das Hauptthema sei. Bruckner, der zeit seines Lebens sehr empfindlich auf Kritik reagierte, zog das Werk 1871 zurück. Als der Komponist 1895, ein Jahr vor seinem Tod, seine Partituren zwecks Weitergabe an die Nachwelt ordnete, schrieb er auf das Titelblatt der d-Moll-Sinfonie schließlich die Anmerkungen „ungiltig“, „nur ein Versuch“, „ganz nichtig“ und „annulirt“ und unterstrich sein Missfallen an der Komposition noch durch eine durchgestrichene Null. Das Werk wurde folglich erst im Nachlass aufgefunden. Die vollständige Uraufführung fand am 12. Oktober 1924 im Rahmen der Veranstaltungen zu Bruckners hundertstem Geburtstag in Klosterneuburg unter Leitung von Franz Moißl statt. Derselbe Dirigent hatte bereits am 17. Mai desselben Jahres Scherzo und Finale der Sinfonie zur Aufführung gebracht. Ebenfalls 1924 wurde das Werk erstmals publiziert.
Lange Zeit herrschte darüber Unklarheit, wann die „Nullte“ eigentlich komponiert worden war. August Göllerich und Max Auer, die Autoren der ersten Bruckner-Biografie, nahmen die Null als Ordnungszahl und folgerten daraus, da die Partitur eindeutig auf 1869 datiert ist, dass das Werk in einer verschollenen Frühfassung vor der 1866 vollendeten ersten Sinfonie entstanden sein muss und somit wahrscheinlich noch ein Produkt aus der Studienzeit Bruckners bei Otto Kitzler darstelle bzw. kurz danach komponiert worden sei. Festgelegt wurde die Entstehungszeit der Sinfonie auf die Jahre 1863/1864. In der Bruckner-Forschung gilt diese These mittlerweile als unhaltbar, da entsprechende Dokumente fehlen und die Datierung der Partitur ohnehin dagegen spricht. Dies haben u. a. Paul Hawkshaw und Bo Marschner zweifelsfrei dargelegt.
Die Null auf dem Titelblatt steht also nicht für „komponiert vor Nr. 1“, sondern für „ungültig“. Somit ist die „Nullte“, nach der f-Moll-Sinfonie von 1863 und der ersten Sinfonie von 1866, Bruckners drittes vollendetes Werk dieser Gattung. Bezeichnenderweise trug auch die Originalpartitur zuerst den Titel Symphonie No. 2 in D moll. Das Werk wäre also im Grunde genommen als „annullierte zweite Sinfonie“ zu bezeichnen, analog zur f-Moll-Sinfonie, die die „annullierte erste Sinfonie“ darstellt. Die volkstümliche Bezeichnung „Nullte“ sollte besser vermieden werden, nicht zuletzt, weil sie eine falsche Chronologie impliziert.

## Besetzung
2 Flöten, 2 Oboen, 2 Klarinetten, 2 Fagotte, 4 Hörner, 2 Trompeten, 3 Posaunen, Pauken, Streicher

## Zur Musik
Die Spieldauer beträgt etwa 40 Minuten. Obwohl das Werk im Schatten der anderen Bruckner-Sinfonien steht, wird ihm seit Mitte des 20. Jahrhunderts vor allem durch CD-Einspielungen zunehmende Aufmerksamkeit zuteil.

### Erster Satz:Allegro
Das Werk beginnt mit einem Ostinato in d-Moll in den Streichern:
Die Audiowiedergabe wird in deinem Browser nicht unterstützt. Du kannst die Audiodatei herunterladen.
Das zweite Thema beginnt in A-Dur:
Die Audiowiedergabe wird in deinem Browser nicht unterstützt. Du kannst die Audiodatei herunterladen.
Drittes Thema, in F-Dur:
Die Audiowiedergabe wird in deinem Browser nicht unterstützt. Du kannst die Audiodatei herunterladen.
Der erste Satz (d-Moll, 4/4-Takt), der längste und gewichtigste der Sinfonie, ist vom Charakter her dem Kopfsatz der ersten Sinfonie sehr ähnlich, mit dem er auch die Spieldauer von etwa 13 Minuten gemeinsam hat. Auch der Beginn auf einem Bassostinato erinnert an das Vorgängerwerk. Das Sechzehntelthema, das sich über die Bassfigur schichtet, hat jedoch mit der sich in engen Intervallen bewegenden, rhythmisch betonten Melodie der Ersten nicht mehr viel gemein: Es basiert vorrangig auf Quinten und Quarten und streift die Terz nur vorübergehend. Dieses Hauptthema wirft seine Schatten über das ganze spätere Schaffen des Komponisten, tritt ja hier zum ersten Mal jenes Motiv auf, das weite Strecken besonders der dritten Sinfonie und des Te Deums beherrscht und dem Bruckner vermutlich noch im Finale der neunten Sinfonie eine tragende Rolle zuweisen wollte. Wie in der Ersten durchläuft das Thema eine kurze Steigerung, nach deren Abklingen das zweite Thema einsetzt. Es ist eine gesangliche Melodie, die zuerst in den Violinen auftritt und sich noch deutlich an das entsprechende Thema der ersten Sinfonie anlehnt. Es folgt eine Überleitung durch das Kopfmotiv des Hauptthemas. Das dritte Thema, in dem das Kyrie der f-Moll-Messe anklingt, präsentiert sich wieder gesanglich, zuerst in den Streichern. Dann treten die Blechbläser hinzu, bevor die Holzbläser zur Durchführung überleiten. Diese nimmt zunächst das zweite Thema wieder auf und führt es allmählich zu einem Tuttieinsatz, dem sich unruhige Sechzehntel anschließen. Im Anschluss tritt das dritte Thema choralartig hervor. In den Flöten erscheint ruhig das Hauptthema, dessen ausgiebige und energische Verarbeitung bald den Rest der Durchführung in Anspruch nimmt. Die Reprise wiederholt die Exposition in leicht variierter und verkürzter Gestalt. Als Coda dient eine weitere Durchführung des Hauptthemas, das, nachdem es noch einmal kurz durch das dritte Thema unterbrochen wurde, sich am Ende rasant und wild aufbäumt.

### Zweiter Satz:Andante
Der zweite Satz (B-Dur, 4/4-Takt) lässt sich in seiner Form als freier Sonatensatz ansehen.
Erstes Thema:
Die Audiowiedergabe wird in deinem Browser nicht unterstützt. Du kannst die Audiodatei herunterladen.
Zweites Thema:
Die Audiowiedergabe wird in deinem Browser nicht unterstützt. Du kannst die Audiodatei herunterladen.
Der Unterschied zu den langsamen Sätzen der „giltigen“ Sinfonien liegt darin, dass er eher in sich ruht, als dass er zielgerichtet einem Höhepunkt zusteuert. Zwar findet sich auch hier kurz vor der Coda eine Stelle mit gesteigerter Dynamik und Blechbläsereinsatz, allerdings ist sie im Vergleich sehr kurz und hebt sich weitaus weniger deutlich aus dem Satz heraus. Die Themenkonstellation ähnelt der im Adagio der Ersten: Der Satz beginnt mit einem breiten, an einen Choral erinnernden ersten Thema, dem sich ein flüssigeres und stärker gesanglich gehaltenes zweites anschließt. Aus diesem schält sich ein durch ein punktiertes Kopfmotiv gekennzeichnetes drittes Thema heraus. Es schließt sich eine durchführungsartige Episode an, in der alle drei Themen kurz anklingen. Das erste Thema wird in der Reprise von Pizzicato-Achteln in den Bässen begleitet. Das zweite Thema leitet den schon erwähnten kurzen Höhepunkt ein, das dritte Thema fehlt – nur sein Kopfmotiv kommt vergrößert noch einmal zum Vorschein. Das Andante klingt pianissimo in den Streichern aus.

### Dritter Satz:Scherzo. Presto – Trio. Langsamer und ruhiger
Die Audiowiedergabe wird in deinem Browser nicht unterstützt. Du kannst die Audiodatei herunterladen.
Das Scherzo der „Nullten“ (d-Moll, ¾-Takt) ist zwar kompakter gehalten als das der ersten Sinfonie, steht hinter diesem aber an Ausgelassenheit nicht zurück. Es beginnt fortissimo mit einem chromatisch nach oben schießenden Thema, das etwas an die „Raketenthemen“ der Mannheimer Schule erinnert. Seine Fortsetzung ist stärker tänzerisch gehalten. Diese Elemente bilden die Grundlage eines knappen Sonatensatzes. Das G-Dur-Trio erinnert an einen ruhigen Ländler. Nach dem Da capo des Scherzos lässt Bruckner den Satz in einer knappen Coda in D-Dur abschließen.
Thema des Trios:
Die Audiowiedergabe wird in deinem Browser nicht unterstützt. Du kannst die Audiodatei herunterladen.
Auf dem Deckblatt des 1. Satzes – Fol. 38 des Manuskripts A-LIlmMusHS517 – ist der Entwurf eines unbenutzten Trios zu sehen. Datiert: Wien, den 18. März 1869. Am 2. Juli 2022 dirigierte Ricardo Alejandro Luna das Bolton Symphony Orchestra bei der Uraufführung dieses nachgelassenen ersten Trio in A-Dur, das er erst transkribiert, harmonisiert, ergänzt und orchestriert hat.

### Vierter Satz:Finale. Moderato – Allegro vivace
Das Finale (d-Moll), mit nur etwa 9 Minuten Spieldauer ein für Bruckner ungewöhnlich kurzer Schlusssatz, beginnt mit einer langsamen Einleitung im 12/8-Takt. Ein elegisches Streicherthema, das von Achteln der Holzbläser begleitet wird, setzt zweimal an, wird dann aber von Trompetenfanfaren unterbrochen, die den äußerst lebhaften Allegro-Teil im 4/4-Takt einleiten. Sein Hauptthema fällt sofort durch seine großen Intervallsprünge (Oktave abwärts, Dezime aufwärts) auf. Es ist eng verwandt mit dem des Kopfsatzes. Das zweite Thema mit seinen raschen Triolen hat in keiner anderen Bruckner-Sinfonie ein Gegenstück. Viel stärker gemahnt es an den Stil des Finales von Bruckners frühem Streichquartett. Das Hauptthema dient (nun in Dur) auch als drittes Thema, wodurch der Satz rondoartige Züge erhält. Eine ruhige Überleitung führt wieder zur Einleitung zurück, die leicht verändert noch einmal auftritt. Unvermittelt heftig setzt dann die Durchführung mit kontrapunktischen Ausgestaltungen des Hauptthemas ein. Die Reprise ist mit der Durchführung verknüpft, was sich daran zeigt, dass nur das Seitenthema hier in ganzer Länge erscheint und danach sofort einer eigenen Verarbeitung unterzogen wird. An deren Ende erscheint wieder das Hauptthema und beendet nach einem kurzen, ruhigen Einschub die Sinfonie in einer D-Dur-Stretta.
Langsame Einleitung:
Die Audiowiedergabe wird in deinem Browser nicht unterstützt. Du kannst die Audiodatei herunterladen.
Hauptthema:
Die Audiowiedergabe wird in deinem Browser nicht unterstützt. Du kannst die Audiodatei herunterladen.
Zweites Thema:
Die Audiowiedergabe wird in deinem Browser nicht unterstützt. Du kannst die Audiodatei herunterladen.
Dieses Finale erscheint weniger an sich bedeutend, als dadurch, dass hier bereits viele Stilmittel aus späteren Sinfonien im Keim vorhanden sind. So greift Bruckner die Idee der langsamen Einleitung in der fünften Sinfonie wieder auf. Das Hauptthema hat große Ähnlichkeit mit den Hauptthemen der Finalsätze der vierten, fünften und neunten Sinfonie. In den beiden letzteren Fällen ist sogar der starke Anteil kontrapunktischer Elemente vorgebildet. Auch zur Durchführung im letzten Satz des brucknerschen Streichquintettes gibt es Parallelen. Schließlich beachte man, wie sehr sich der Satzbeginn mit dem des Finales der Sechsten deckt.